# シビレタケ
シビレタケ（学名:Psilocybe semilanceata）は、シビレタケ属に属すキノコの一種である。このキノコは幻覚成分であるシロシビンを含有する。
日本では夏や秋の雨季に、堆肥化した土、藁、糞などに群生し、無臭である。モエギタケに似ているが、本きのこは傷つけると青色に変色することから簡単に区別できる。菌学者の今井三子が札幌にて中毒例に遭遇したキノコを1932年に、その中毒症状からシビレタケと命名。表面は淡い黄色から白色であり、柄や肉は白色である。
幻覚成分であるシロシビンを含むキノコ類は、日本の麻薬及び向精神薬取締法における麻薬原料植物（菌類だが）として、知っての所持・使用は規制されており、もっぱら鑑賞用である。1960年の中毒の報告では、ある女性では色彩の鮮やかな色の模様が見え、蛇も見えたが、こうしたものはすべて連続的に移り変わっていっていたというもので、男性では体が宙に浮く感じがしたが、目を閉じれば普通に会話を行うこともできたという程度であった。